# Dendrothripoides
Dendrothripoides är ett släkte av insekter. Dendrothripoides ingår i familjen smaltripsar.
Kladogram enligt Catalogue of Life:
| Dendrothripoides | \| \| Dendrothripoides innoxius \| \| \| \| \| \| Dendrothripoides venustus \| \| \| \| |
|                  | \| \| Dendrothripoides innoxius \| \| \| \| \| \| Dendrothripoides venustus \| \| \| \| |
|                  | Dendrothripoides innoxius                                                               |
|                  |                                                                                         |
|                  | Dendrothripoides venustus                                                               |
|                  |                                                                                         |